# پفی‌مرغ سبیل‌سفید
پفی‌مرغ سبیل‌سفید (نام علمی: Malacoptila panamensis) که به آن نرم‌بال سبیل‌سفید یا پفی‌مرغ قهوه‌ای نیز گفته می‌شود، پرندهای نزدیک گنجشک‌سان از خانواده پفی‌مرغان (شامل پفی‌مرغ‌ها، راهبک‌ها و راهب‌مرغ‌ها) است. از جنوب شرقی مکزیک تا آمریکای مرکزی (به جز السالوادور)، کلمبیا و اکوادور تا پرو یافت می‌شود.